# Euploea bouruana
Euploea bouruana är en fjärilsart som beskrevs av Moore 1883. Euploea bouruana ingår i släktet Euploea och familjen praktfjärilar. Inga underarter finns listade i Catalogue of Life.